# Le Fel
Le Fel település Franciaországban, Aveyron megyében. Lakosainak száma 192 fő (2022. január 1.). Le Fel Entraygues-sur-Truyère, Espeyrac, Saint-Hippolyte, Sénergues, Montsalvy és Vieillevie községekkel határos.

## Népesség
A település népességének változása:
| Lakosok száma | 315  | 219  | 186  | 171  | 155  | 169  | 176  | 176  | 181  | 192  |
|               | 1968 | 1982 | 1990 | 2006 | 2013 | 2015 | 2017 | 2019 | 2020 | 2022 |